# Changseondo
Changseondo är en ö i Sydkorea.   Den ligger i provinsen Södra Gyeongsang, i den södra delen av landet, 300 km söder om huvudstaden Seoul. Arean är 56 kvadratkilometer.
Terrängen på Changseondo är lite kuperad. Öns högsta punkt är 458 meter över havet. Den sträcker sig 10,6 kilometer i nord-sydlig riktning, och 11,6 kilometer i öst-västlig riktning.  I omgivningarna runt Changseondo växer i huvudsak blandskog.